# Лёгкая атлетика на летних Олимпийских играх 1908 — бег на 400 метров с барьерами
Соревнования по бегу на 400 метров с барьерами среди мужчин на летних Олимпийских играх 1908 прошли с 20 до 22 июля. Приняли участие 15 спортсменов из 6 стран.

## Призёры
| Золото           | Серебро           | Бронза                        |
| Чарльз Бэкон США | Гарри Хиллман США | Леонард Тримир Великобритания |

## Рекорды
| Мировой рекорд     | Официального рекорда не было до 22 июля 1908 года | —      |                |              |  |
| Олимпийский рекорд | Джон Тьюксбери (USA)                              | 57,6 с | Париж, Франция | 15 июля 1900 |  |

## Соревнование

### Предварительные забеги
| Место | Спортсмен        | Результат |
| ----- | ---------------- | --------- |
| 1     | Эверт Копс (NED) | —         |

| Место | Спортсмен         | Результат  |
| ----- | ----------------- | ---------- |
| 1     | Гарри Коу (USA)   | 58,8 с     |
| 2     | Джон Деншем (GBR) | Неизвестен |

| Место | Спортсмен          | Результат  |
| ----- | ------------------ | ---------- |
| 1     | Чарльз Бэкон (USA) | 57,0 с OR  |
| 2     | Генри Мюррей (ANZ) | Неизвестен |

| Место | Спортсмен             | Результат |
| ----- | --------------------- | --------- |
| 1     | Фредерик Хармер (GBR) | —         |

| Место | Спортсмен       | Результат |
| ----- | --------------- | --------- |
| 1     | Г. Бартон (GBR) | —         |

| Место | Спортсмен           | Результат |
| ----- | ------------------- | --------- |
| 1     | Гарри Хиллман (USA) | 59,2 с    |
| —     | Жорж Дюбуа (FRA)    | DNF       |

| Место | Спортсмен               | Результат |
| ----- | ----------------------- | --------- |
| 1     | Освальд Гроунингс (GBR) | —         |

| Место | Спортсмен         | Результат |
| ----- | ----------------- | --------- |
| 1     | Эдвард Гулд (GBR) | —         |

| Место | Спортсмен          | Результат |
| ----- | ------------------ | --------- |
| 1     | Нандор Ковач (HUN) | —         |

| Место | Спортсмен            | Результат |
| ----- | -------------------- | --------- |
| 1     | Леонард Тримир (GBR) | —         |

| Место | Спортсмен          | Результат  |
| ----- | ------------------ | ---------- |
| 1     | Лесли Бартон (GBR) | 1:00,4     |
| 2     | Анри Месло (FRA)   | Неизвестен |

### Полуфинал
| Место | Спортсмен           | Результат  |
| ----- | ------------------- | ---------- |
| 1     | Гарри Хиллман (USA) | 56,4 с OR  |
| 2     | Гарри Коу (USA)     | Неизвестен |
| —     | Эверт Копс (NED)    | DNF        |

| Место | Спортсмен               | Результат |
| ----- | ----------------------- | --------- |
| 1     | Чарльз Бэкон (USA)      | 58,8 с    |
| —     | Освальд Гроунингс (USA) | DNF       |
| —     | Нандор Ковач (HUN)      | DNF       |

| Место | Спортсмен             | Результат  |
| ----- | --------------------- | ---------- |
| 1     | Лесли Бартон (GBR)    | 59,8 с     |
| 2     | Фредерик Хармер (GBR) | 1:00,3     |
| 3     | Эдвард Гулд (NED)     | Неизвестен |

| Место | Спортсмен            | Результат |
| ----- | -------------------- | --------- |
| 1     | Леонард Тримир (GBR) | 1:00,6    |
| —     | Г. Бартон (GBR)      | DNF       |

### Финал
| Место | Спортсмен            | Результат |
| ----- | -------------------- | --------- |
| 1     | Чарльз Бэкон (USA)   | 55,0 с WR |
| 2     | Гарри Хиллман (USA)  | 55,3 с    |
| 3     | Леонард Тримир (GBR) | 57,0 с    |
| —     | Лесли Бартон (GBR)   | DNF       |